# アウグスト・フェルナンデス
アウグスト・フェルナンデス（Augusto Fernández, 1986年4月10日 - ）は、アルゼンチン・ブエノスアイレス州ペルガミーノ出身の元サッカー選手。現役時代のポジションはミッドフィールダー。

## クラブ経歴
2007年のピースカップでは清水エスパルスと対戦している。オフサイドでノーゴールとなったが、39分にフェルナンド・ベルスキの得点をアシストするクロスを上げた。
2008年夏の移籍市場でSSラツィオへの移籍が噂されていたが、EU市民権の問題で合意には至らなかった。2009年夏の移籍市場では移籍金400万ユーロでヘタフェCFへの移籍が濃厚だとも報じられたが、サンテティエンヌへレンタル移籍した。
2012年8月9日、リーガ・エスパニョーラのセルタ・デ・ビーゴと4年契約を結んだ。セルタでは3年半在籍し、公式戦122試合に出場した。
2016年1月1日、アトレティコ・マドリードへ移籍した。UEFAチャンピオンズリーグ2015-16決勝では、スターティングメンバーとして出場した。
2018年1月31日、北京人和に移籍した。
2020年6月23日、カディスCFと契約した。
2021年5月21日、現役引退を表明した。

## 代表経歴
2008年3月に発表された北京オリンピックに向けての仮登録選手56名の中に名を連ねたが、最終的な登録メンバー18名からは外れた。2011年9月にはアルゼンチン国内リーグ所属選手のみで構成されたアルゼンチン代表に初招集され、9月14日のコパ・ロカファーストレグで代表デビューを果たした。2013年6月14日のグアテマラとの親善試合で代表初得点を挙げた。
2014 FIFAワールドカップのアルゼンチン代表メンバーに選出された。
コパ・アメリカ・センテナリオのアルゼンチン代表メンバーに選出された。

## 代表歴

### 出場大会
- アルゼンチン代表
  - 2014 FIFAワールドカップ

### 試合数
- 国際Aマッチ 16試合 1得点（2011年-2016年）[9]

| アルゼンチン代表 | 国際Aマッチ | 国際Aマッチ |
| 年               | 出場        | 得点        |
| ---------------- | ----------- | ----------- |
| 2011             | 2           | 0           |
| 2012             | 1           | 0           |
| 2013             | 4           | 1           |
| 2014             | 3           | 0           |
| 2015             | 0           | 0           |
| 2016             | 6           | 0           |
| 通算             | 16          | 1           |

## タイトル
CAリーベル・プレート
- プリメーラ・ディビシオン : 2007-08C

CAベレス・サルスフィエルド
- プリメーラ・ディビシオン : 2010-11C